# Pandalus
Tôm nước lạnh Pandalus (Danh pháp khoa học: Pandalus) là một chi tôm trong họ Pandalidae. Những thành viên của chi này kích thước trung bình và sống trên hoặc gần đáy biển. Một số loài là đối tượng của thủy sản thương mại và được đánh bắt. Một loài như Pandalus montagui sống gắn với sâu giun nhiều tơ rạn san hô Sabellaria spinulosa.
Tuổi thọ của chúng thường là 3-5 năm, với sự trưởng thành sinh dục khi còn nhỏ. Các thành viên của chi này là lưỡng tính, bắt đầu cuộc sống như con đực và sau này trở thành con cái. Chu kỳ sinh sản diễn ra vào mùa xuân khi lên đến 3.000 trứng được sản xuất và thụ tinh. Những con cái mang chúng xung quanh dưới bụng khoảng sáu ngày trước khi chúng phát triển thành ấu trùng, tồn tại như sinh vật phù du từ 4-6 tháng. Trong thời gian này, chúng trôi dạt với các dòng hải lưu và có tiềm năng phát tán ít nhất là 10 km (6,2 mi) Tôm có tốc độ tăng trưởng nhanh chóng.

## Các loài
Chi tôm này có các loài: 
- Pandalus aleuticus (Rathbun, 1902)

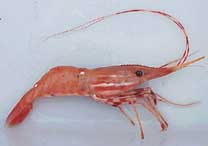
Pandalus platyceros

- Pandalus amplus (Spence Bate, 1888)
- Pandalus borealis Krøyer, 1838
- Pandalus capillus (Komai & Hibino, 2019)
- Pandalus chani Komai, 1999
- Pandalus coccinatus (Urita, 1941)
- Pandalus curvatus Komai, 1999
- Pandalus danae Stimpson, 1857
- Pandalus dispar (Rathbun, 1902)
- Pandalus eous Makarov, 1935
- Pandalus formosanus Komai, 1999
- Pandalus gibbus (Komai & Takeda, 2002)
- Pandalus glabrus (Kobjakova, 1936)
- Pandalus goniurus Stimpson, 1860
- Pandalus gracilis Stimpson, 1860
- Pandalus gurneyi Stimpson, 1871
- Pandalus houyuu (Komai & Hibino, 2019)
- Pandalus hypsinotus J.F. Brandt in von Middendorf, 1851
- Pandalus ivanovi Komai & Eletskaya, 2008
- Pandalus japonicus (Balss, 1914)
- Pandalus jordani Rathbun, 1902
- Pandalus lamelligerus J.F. Brandt in von Middendorf, 1851
- Pandalus latirostris Rathbun, 1902
- Pandalus longipes (Komai, 1994)
- Pandalus longirostris (Rathbun, 1902)
- Pandalus lucidirimicolus (Jensen, 1998)
- Pandalus miyakei (Hayashi in Baba, Hayashi & Toriyama, 1986)
- Pandalus montagui Leach, 1814
- Pandalus multidentatus (Kobjakova, 1936)
- Pandalus nipponensis Yokoya, 1933
- Pandalus ochotensis (Kobjakova, 1936)
- Pandalus pacificus Doflein, 1902
- Pandalus platyceros J.F. Brandt in von Middendorf, 1851
- Pandalus prensor Stimpson, 1860
- Pandalus princeps (Komai & Hibino, 2019)
- Pandalus profundus (Zarenkov, 1971)
- Pandalus punctatus (Kobjakova, 1936)
- Pandalus rubrus (Komai, 1994)
- Pandalus spinosior (Hanamura, Khono & Sakaji, 2000)
- Pandalus stenolepis Rathbun, 1902
- Pandalus teraoi Kubo, 1937
- Pandalus tridens Rathbun, 1902
- Pandalus zarenkovi (Ivanov & Sokolov, 2001)

### Các loài thương mại
- Pandalus borealis
- Pandulus jordani
- Pandalus goniurus
- Pandalus danae
- Pandalus hypsinotus
- Pandalus montagui
- Pandalus platyceros

Ủy ban châu Âu (EC) từng đưa ra danh mục hạn ngạch các mặt hàng sẽ được cắt giảm thuế trong đó có hạn ngạch 20.000 tấn cho tôm nước lạnh. Nãm 2006, Hạn ngạch tôm được nhập khẩu phục vụ cho chế biến tiếp là 7.000 tấn, với 3.000 tấn được nhập thêm vào cuối năm. Tại thị trường châu Âu và ở những nước được áp dụng mức thuế thấp của EU như Na Uy, thì việc khai thác tôm nước lạnh không được chú trọng phát triển nhiều trước. Quy định cụ thể sẽ được áp dụng cho tôm Pandalus borealis, không tính cho tôm của Jordani. 